# ژندوویتسه
ژندوویتسه (به لهستانی:  Żędowice) یک منطقهٔ مسکونی در لهستان است که در گمینا زاوازکیه واقع شده‌است. ژندوویتسه ۲٬۵۰۰ نفر جمعیت دارد.